# Xã Union, Quận Champaign, Ohio
Xã Union (tiếng Anh: Union Township) là một xã thuộc quận Champaign, tiểu bang Ohio, Hoa Kỳ. Năm 2010, dân số của xã này là 2.210 người.